# Сідельник Павло
Павло Сідельник (* 31 грудня 1927, Лозова, Харківщина) — бразильський футболіст українського походження. Воротар, більшість кар'єри провів у нижчих лігах штату Сан-Паулу.

## Життєпис
Сім'я Сідельників була заможною, вирощувала коней, постачала табуни різних порід і мастей навіть до царської армії. Під час колективізації та розкуркулення родину вивезено до Сибіру. Згодом родина повернулася й осіла на Донбасі — в Артемівську, де батько влаштувався на роботу в шахті.
Ще перед війною Павло Сідельник захоплювався футболом, завдяки високому зросту і довгим рукам грав у воротах. Під час німецької окупації Сідельник повернулися до рідного села Нова Іванівка, а батько став бургомістром.
Після війни майбутній футболіст опинився у таборі для переміщених осіб. Протягом трьох років захищав ворота команди УСТ «Дніпро» (Ганновер), потім деякий час виступав за одну із аматорських команд Ноттінґема (Англія).
З 1950-х років жив у Бразилії, де мешкав його батько. Виступав за клуб «Жабакуара» (штат Сан-Паулу). Дублером українця свого часу був Жільмар, майбутній воротар збірної Бразилії і чемпіон світу. Жільмара згодом визнано найкращим бразильським воротарем 20 сторіччя.
Павло (Пауло) Сідельник грав у нижчій лізі штату Сан-Паулу за команду концерну «General Motors». Отримав прізвисько «Ґрінґо», яким у латиноамериканському сленгу називають іноземців.
Мав репутацію безстрашного воротаря, який сміливо грав у воротарському майданчику та на виходах. Завершив кар'єру пізно, ставши одним з найстарших воротарів Бразилії — провів свій останній матч за тиждень до того, як йому виповнилося 47 років. У лісах Амазонії створив футбольну команду з місцевих індіанців «Ріо Верді», ставши одним із піонерів футболу в тих місцях.
У середині 1980-х переїхав до Чикаґо, де тоді мешкала його мати і брати.